# Duant

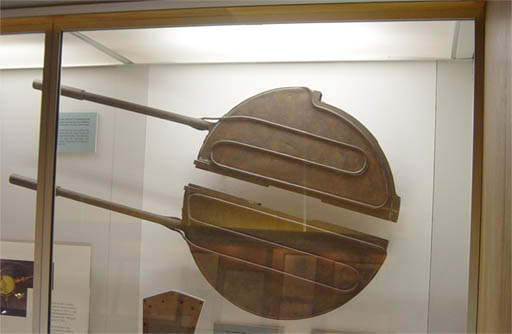
Ein Paar Duanten in einer Ausstellung

Ein Duant ist ein früher meist D-förmiger und an der geraden Seite offener Hohlkörper aus Metall. Im Zyklotron werden zwei Duanten (auch „D-Elektroden“" oder engl. „Dees“ genannt), an denen ein wechselndes elektrisches Feld anliegt, zum Beschleunigen geladener Teilchen (z. B. Protonen oder Elektronen) verwendet.